# Екстракляса СА
Екстракляса СА (пол. Ekstraklasa S.A., Ekstraklasa Spółka Akcyjna) — товариство, яке об'єднує 16 професіональних футбольних клубів Польщі, засноване 14 червня 2005 року для організації змагань у найвищій футбольній лізі в Польщі. Крім того — починаючи з сезону 2006/2007 — організовує змагання за Кубок Екстракляси і матч за Суперкубок Польщі, а з сезону 2007/2008 організовує змагання для молодих футболістів — Млода Екстракляса.

## Історія
Перед заснуванням Екстракляси СА у Польщі існували два товариства — Футбольна Автономічна Ліга Польщі (ПАЛП) заснована у 1999 і Футбольна Ліга Польщі (ПЛП), яка включала футбольні клуби першої і другої ліг. Але організацією усіх футбольних змагань займався Польський Футбольний Союз. Метою цих товариств була тільки підготовка до заснування професіональної футбольної ліги і створення організації, яка керувала б нею.
14 червня 2005 року на організаційному з'їзді була заснована Екстракляса СА. 12 серпня 2005 року Екстракляса СА підписала з ПЗПН умову про керування Екстраклясою, і на їй підставі з 18 листопада 2005 року (14 тур сезону 2005/2006) фактично виконує ці обов'язки.
27 липня 2007 року в Кардіффі формально була прийнята до Товариства європейських професіональних футбольних ліг (EPFL), хоча з осені 2006 представники Екстракляси СА брали участь у нарадах як спостерігачі.

## Президенти
- Міхал Томчак — з 14 червня 2005 до 29 листопада 2005 (тимчасово)
- Анджей Руско — з 29 листопада 2005 до березня 2012
- Богуслав Бішоф — з 1 вересня 2012 до липня 2015
- Даріуш Маржець — з 1 липня 2015